# Daybreaker
Beth Orton  harmadik albuma, a Daybreaker 2002 -ben jelent meg.

## Számok
1. "Paris Train" (Barnes, Orton)
2. "Concrete Sky" (Marr, Orton)
3. "Mount Washington" (Orton)
4. "Anywhere" (Orton)
5. "Daybreaker" (Orton)
6. "Carmella" (Orton)
7. "God Song" (Orton)
8. "This One's Gonna Bruise" (Adams, Orton)
9. "Ted's Waltz" (Adams, Orton)
10. "Thinking About Tomorrow" (Barnes, Orton, Read, Steinberg)